# Vzhodni Timor
Vzhodni Timor ali uradno Demokratična republika Vzhodni Timor (Timor-Leste: iz malajskega Timor in portugalskega leste, kar oboje pomeni »vzhod«) je otoška država v jugovzhodni Aziji, ki jo sestavljajo vzhodna polovica otoka Timor, bližnja otoka Atauro in Jaco, ter Oecussi-Ambeno, politična eksklava Vzhodnega Timorja, ki leži na zahodni strani otoka in jo obkroža indonezijski Zahodni Timor. Vzhodni Timor je ena zadnjih držav, ki se je otresla kolonialnega statusa, in hkrati prva samostojna država, nastala v 21. stoletju. Na Vzhodnem Timorju so pogosti spopadi tolp, ki so posledica političnih in etničnih sporov ter revščine.